# Abe Goff

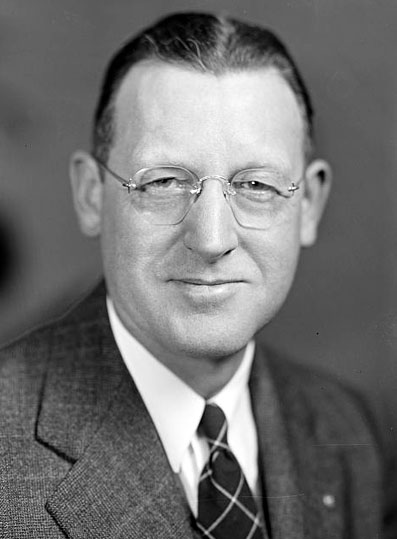
Abe Goff

Abe McGregor Goff (* 21. Dezember 1899 in Colfax, Washington; † 23. November 1984 in Moscow, Idaho) war ein US-amerikanischer Politiker. Zwischen 1947 und 1949 vertrat er den ersten Wahlbezirk des Bundesstaates Idaho im US-Repräsentantenhaus.

## Leben
Abe Goff wurde als vierter Sohn von Herbert W. und Mary Francis Dorsey geboren. Er hatte noch eine jüngere Schwester. Er verließ die Colfax High School im September 1917 bis zum Februar 1918 um freiwillig während des Ersten Weltkriegs als Soldat in der Washington State National Guard zu dienen. Nach dem Krieg machte er 1918 seinen Abschluss und studierte danach bis 1924 an der University of Idaho. Um sein Studium zu finanzieren, nahm er verschiedene Hilfsarbeiten an. Auf dem College gehörte er zum Football-Team und wurde in die Hall of Fame aufgenommen. Später war er sogar für mehrere Jahre Football-Trainer an der Moscow High School.
Nach Erlangen des Abschlusses als Bachelor of Laws erhielt er 1924 Zulassung als Rechtsanwalt und begann in Moscow zu praktizieren. Zwischen 1926 und 1934 war er Staatsanwalt im Latah County. Daneben hielt er bis 1941 juristische Vorlesungen an der University of Idaho. Im Jahr 1940 war Abe Goff Vorsitzender der Anwaltskammer von Idaho.
Abe Goff wurde Mitglied der Republikanischen Partei. 1940 verlor er die parteiinterne Nominierung für den Wahlkampf um den Sitz im US-Senat, wurde aber im Gegenzug in den Senat von Idaho gewählt.
Im August 1941 wurde er aus dem bestehenden Reserveverhältnis wieder in den aktiven militärischen Dienst übernommen. Er diente bis September 1946 in der US-Armee unter anderem als Wehrdisziplinaranwalt, wobei er bis zum Colonel aufstieg. Im Februar 1942 war er in Afrika und im Mittleren Osten als Rechtsberater für die Nordafrika-Mission der amerikanischen Armee tätig. Außerdem war er während dieser Zeit in Äthiopien und im Iran. Nach seiner Rückkehr in die Vereinigten Staaten Anfang 1942 arbeitete er beim Kriegsministerium vor allem im Bereich Kriegsverbrechen. In dieser Funktion war er auch bei einer Konferenz 1945 in London involviert und war im Stab von General McArthur für die Aufarbeitung der japanischen Kriegsverbrechen zuständig. Vom Frühjahr 1946 bis zu seiner Entlassung im September 1946 bearbeitete er die Überprüfung der Strafen von Kriegsgefangenen. Für seine Tätigkeit erhielt er die Auszeichnungen Legion of Merit und die Army Commendation Medal.
Noch während seines aktiven Dienstes wurde er als republikanischer Kandidat für einen Sitz im Repräsentantenhaus nominiert. Bei den Kongresswahlen des Jahres 1946 wurde er gegen den Amtsinhaber Compton I. White von der Demokratischen Partei gewählt. Dort absolvierte er zwischen dem 3. Januar 1947 und dem 3. Januar 1949 eine Legislaturperiode. Bei den Wahlen des Jahres 1948 unterlag er White, der damit seinen alten Sitz wieder einnehmen konnte.
Anschließend arbeitete er wieder als Anwalt in Moscow. Nach dem Tod des demokratischen Senators Bert Miller 1950, bewarb er sich um dessen Nachfolge, verlor jedoch parteiintern gegen Henry Dworshak.
Nach der Wahl von Dwight D. Eisenhower 1952 bewarb sich Abe Goff um eine Anstellung bei einer Bundesbehörde. Im Dezember 1953 wurde er auf Anforderung von Postmaster General Arthur Summerfield, leitender Rechtsberater im Postministerium. Seine Tätigkeit begann er am 1. Februar 1954.
Am 23. Januar 1958 wurde er von US-Präsident Dwight D. Eisenhower für den vakanten Sitz von Owen Clarke in der Interstate Commerce Commission mit einer Amtszeit bis zum 31. Dezember 1959 nominiert. Seine Bestätigung durch den Senat erfolgte am 30. Januar 1958. Er trat sein Amt am 12. Februar 1958 an. Am 11. August 1959 wurde er für eine weitere Amtszeit bis zum 31. Dezember 1966 nominiert und am 27. August 1959 vom Senat bestätigt. 1964 war er turnusgemäß Vorsitzender der Behörde. Trotz seines guten Rufes in der Industrie sowie bei den zugelassenen Anwälten wurde er von Präsident Lyndon B. Johnson nicht wieder nominiert. Er blieb noch bis zum 30. Juli 1967 bis zur Vereidigung seines Nachfolgers Grant E. Syphers im Amt.
Danach zog er sich in den Ruhestand zurück. Abe Goff hielt noch Vorträge und veröffentlichte einige Schriften. Er starb nach kurzer Krankheit am 23. November 1984 in Moscow und wurde dort auch beigesetzt.
Am 24. August 1927 heiratete er Florence Letitia Richardson (1892–1987). Mit ihr hatte er zwei Kinder.